# 冬期湛水
冬期湛水（とうきたんすい）は、稲刈りが終わった水田に冬期も湛水する、つまり水をはる農法のこと。これによって水田の生態系がまもられ、環境保全型農業の実施に資する。また、労力軽減を目的とした、冬期代かき乾田直播栽培もあり得る。

## 概略
藁のちらばる水田に米ぬか、ボカシ肥、ミネラルなど、土壌生物（土壌微生物や土壌動物）のエサになるものをまいてから湛水する。すると土ごと発酵が起こり、初春には土が藁の上まで盛り上がるのである。肥料分を含むトロトロ層を形成し、耕起代掻き無しの不耕起圃場で普通の田植機により植えることさえ出来る。従来の農法では、農作業をし易くするため、治水整備を行い冬期は栽培のために不要な水をはらない。
冬期も湿地状態が続く水田では、微生物からイトミミズ、魚類などが生育可能となり、さらにそれを捕食する雁・鴨類、トキなど鳥類まで渡来するようになり、冬景色が一変、地域住民にも喜ばれる。
特に日本海側では冬期は雨天が多いため、水不足の心配も少なく比較的実施しやすい。また、扇状地などにある作土層の薄い圃場では、不耕起栽培と組み合わせることにより効果を発揮しやすくなる。

### 冬期湛水のメリット
1. 特に不耕起栽培で問題となるスズメノカタビラ、スズメノテッポウ、コナギなどの水田雑草の抑草効果。イトミミズが雑草の種子ごと泥を押し上げることにより、これらの雑草の発芽を抑える。
2. 水面採食型水鳥の雑草種子採食による除草効果
3. 水鳥の糞による施肥効果。有効態リン酸量が増える
4. 冬期水田の生物多様性を高め、水田の環境面での付加価値を生み出す効果
5. 地下水の涵養に効果があり、社会的共有財産である地下水の保全に繋がる。
6. 不耕起栽培と組み合わせた結果、抑草効果が現れ、無農薬・無施肥による自然農法稲作実現の可能性が高まる。

（外部リンク1、6より引用など）

### 冬期湛水のデメリット
1. 地域気象や圃場条件に左右される。冬期、水不足になる地域では実施が困難になる。
2. 慣行農法の圃場ですぐに冬期湛水しても効果がでない。基本的に無農薬栽培圃場という土壌生物が豊富である圃場を前提としている。
3. 農林水産省の平成23（2011）年度予定の冬期湛水に関わる環境保全型農業直接支援を受けるには、エコファーマー認定が必要となる。